# Ingvar Pettersson
Pour les articles homonymes, voir Pettersson.

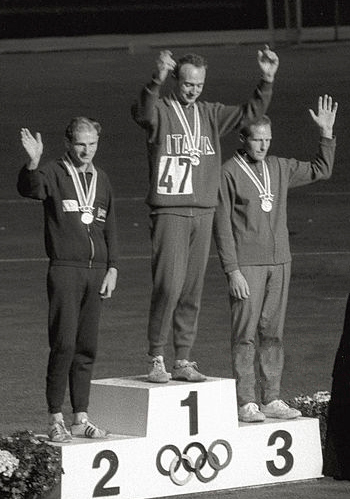
Paul Nihill, Abdon Pamich, Ingvar Pettersson en 1964

Ingvar Pettersson, né le 19 janvier 1926 et mort le 2 juillet 1996, était un ancien athlète suédois, spécialiste de la marche. Il a remporté une médaille de bronze aux Jeux olympiques d'été de 1964 à Tokyo derrière l'Italien Abdon Pamich et le Britannique Paul Nihill.

## Palmarès

### Jeux olympiques d'été
- Jeux olympiques d'été de 1964 à Tokyo ( Japon)
  -  Médaille de bronze sur 50 km